# Piedmont, Alabama
Piedmont är en ort i Calhoun County och Cherokee County i delstaten Alabama, USA.